# Het schip van staat

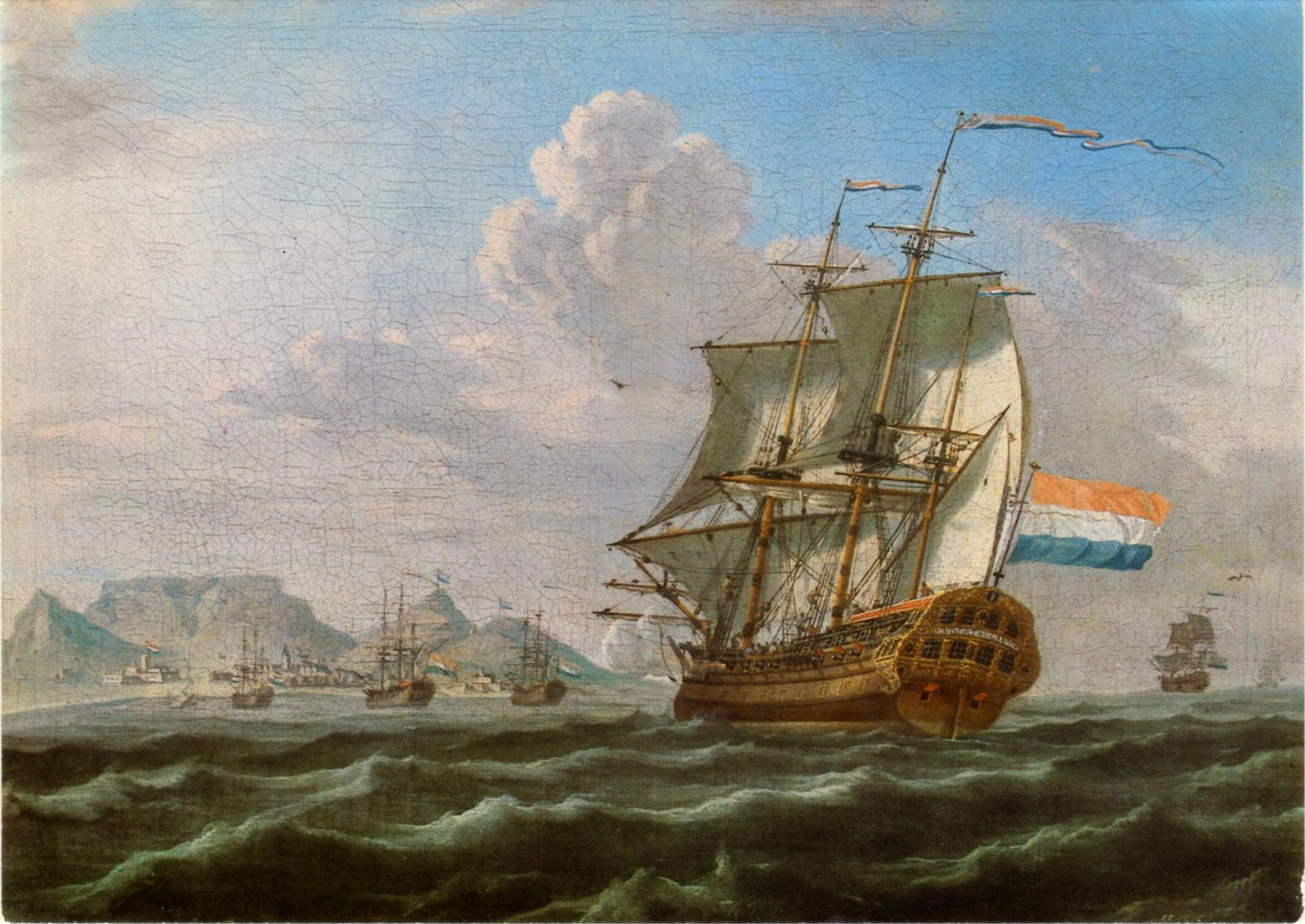
Anoniem schilderij (1762)

Met de uitdrukking het schip van staat bedoelt men de staat, voorgesteld als een te besturen schip. De beeldspraak is al oud, de filosoof Plato zag de politiek al als een kunde, te vergelijken met bijvoorbeeld de stuurmanskunst. 
De vergelijking wordt gemaakt, omdat ook een schip voor zijn veiligheid afhankelijk is van de leiding van een kapitein, die ter zake kundig dient te zijn. Men heeft daarbij het zeilschip voor ogen, dat eeuwen geleden passagiers en lading over de wereldzeeën vervoerde.
Literatuurcitaten:
"Te vergeefs wilde men zich aan andere Vorsten onderwerpen, om hun hulp aldus op het dierste te koopen; de eene vreezende met het zinkend Schip van onzen Staat ten afgrond getrokken te worden, wezen ons van de hand; anderen, die dezelfde aanbieding aannaamen, wierden in plaats van onze beschermers, onze onderdrukkers, en dezelfde dwinglandy vertrad ons onder een verwisselden dwingeland." — Mr. Justus van Effen, De Hollandsche Spectator, Amsterdam, 1731, p. 83.
"Men wenschte vruchteloos een haven in te slaen, / Eer 't staetschip deerlik strandde" — Joannes Antonides van der Goes, "Bellone aen Bant", Amsterdam, 1667.